# Paviljoen Drie
Paviljoen Drie was een radioprogramma van de VARA dat tussen 1983 en 1985 op de vaste VARA-dinsdag van 12.00 tot 14.00 uur werd uitgezonden op Hilversum 3 als opvolger van het Het VIP-spel. Het programma werd onder meer gepresenteerd door Felix Meurders en naast het draaien van muziek en gesprekken met luisteraars werd in het programma de actualiteitenrubriek Dingen van de dag uitgezonden.  
Een ander bekend onderdeel was de parlementaire rubriek met Dolf Brouwers, toen al over de zeventig, die nu onder zijn eigen naam de Parlementáár verslaggever van de VARA in Den Haag was. Hij voerde daarbij, al dan niet hilarisch, gesprekken met politici en anderen. 
Op 3 december 1985 werd het programma opgevolgd door de Steen en Been Show met Jack Spijkerman.